# Temur Rakhimov
Temur Rakhimov, né le 8 juillet 1997 à Douchanbé, est un judoka tadjik.
Il est médaillé de bronze dans la catégorie des plus de 100 kg pendant les Jeux olympiques d'été de Paris 2024,.

## Carrière
Temur participe à sa première compétition en 2014 lors de la Cadets open Chirchik en Uzbekistan dans la catégorie des plus de 90kg à laquelle il monte sur la plus grande marche du podium,.
En 2016, c'est lors de la Junior Asian Cup Chirchik qu'il obtient la deuxième place.
Lors de la Junior Asian Cup Chirchik en 2017, il remporte la première place. La même année, il participe aux Championnats junior d'Asie et remporte la médaille d'argent. Quelques mois plus tard, il gagne la médaille de bronze pendant les championnats du monde junior en individuel et en équipe dans la catégorie des moins de 100kg,.
En 2019, il remporte la médaille de bronze aux Grand prix de Marrakech au Maroc, la médaille d'argent aux Championnats Asie-Pacifique senior et en équipes tenus à Fujairah aux Emirats arabes unis dans la catégorie de plus de 100kg,,.
A l'issue des Championnats Asie-Océanie Senior de 2021 organisés à Bichkek au Kirghizistan dans la catégorie des plus de 100kg , il remporte la médaille de bronze,.
En 2022, Temur remporte la médaille de bronze aux championnats senior d'Asie et la médaille d'argent pendant les 19è jeux de Hangzhou en Chine,,.
En 2023, il sort médaillé d'argent lors du master de Budapest en Hongrie.
En 2024, il remporte la médaille de bronze aux Jeux olympiques d'été de Paris ainsi qu'aux championnats d'Asie.

## Palmarès

### Compétitions internationales
| Année | Compétition                  | Lieu         | Résultat | Catégorie       |
| ----- | ---------------------------- | ------------ | -------- | --------------- |
| 2017  | Championnats junior d'Asie   | Bichkek      | 2e       | Moins de 100 kg |
| 2017  | Championnats du monde junior | Zagreb       | 3e       | Moins de 100 kg |
| 2019  | Championnats d'Asie          | Fujairah     | 2e       | Plus de 100 kg  |
| 2021  | Championnats d'Asie          | Bichkek      | 3e       | Plus de 100 kg  |
| 2022  | Championnats d'Asie          | Nour-Soultan | 2e       | Plus de 100 kg  |
| 2023  | Jeux d'Asie                  | Hangzhou     | 2e       | Plus de 100 kg  |
| 2024  | Championnats d'Asie          | Hong Kong    | 3e       | Plus de 100 kg  |
| 2024  | Jeux olympiques              | Paris        | 3e       | Plus de 100 kg  |

### Masters mondial, Tournois Grand Chelem et Grand Prix
| Année | Compétition     | Lieu      | Résultat | Catégorie      |
| ----- | --------------- | --------- | -------- | -------------- |
| 2019  | Grand Prix      | Marrakech | 3e       | Plus de 100 kg |
| 2023  | Grand Prix      | Douchanbé | 2e       | Plus de 100 kg |
| 2023  | Grand Chelem    | Astana    | 2e       | Plus de 100 kg |
| 2023  | Masters mondial | Budapest  | 2e       | Plus de 100 kg |
| 2024  | Grand Chelem    | Douchanbé | 2e       | Plus de 100 kg |
| 2024  | Grand Chelem    | Astana    | 2e       | Plus de 100 kg |